# Музей американського мистецтва Вітні
Музей американського мистецтва Вітні (англ. Whitney Museum of American Art) — одне з найбільших зібрань сучасного американського мистецтва (XX—XXI століття).

## Історія
Музей був заснований 1931 року Гертрудою Вандербільт Вітні, яка пожертвувала для нього близько 700 художніх творів з власної колекції. Згодом музей опікала дочка Гертруди, Флора Пейн Вітні, яка займала пост віце-президента музею Вітні, а з 1942 по 1974 рік — була його президентом. З 1985 року посаду президента займала також дочка Флори Пейн, Флора Міллер Бідль.
До 2015 року музей був розташований за адресою: 945 Медісон Авеню, 75-я стріт, Мангеттен, Нью-Йорк Сіті, штат Нью-Йорк, США. Ця його будівля, третя за рахунком, була спроєктована й побудована в період з 1963 по 1966 роки архітекторами Марселем Бройером і Гамільтоном Смітом. У 1998 році музей Вітні був розширений шляхом приєднання до нього сусіднього будинку.
У 2015 році музей переїхав у нове приміщення на Мангеттені (на перетині Гансеворт-стріт і Вашингтон-стріт, район Мітпекінг), спроєктоване італійським архітектором Ренцо Піано. Будівництво нової будівлі йшло з 2010 по 2015 рік і обійшлося в $ 422 млн, відкриття відбулося 1 травня 2015 року. У володіння колишнім будинком вступив Музей мистецтва Метрополітен.
Кожні два роки в музеї Вітні організується Бієнале Вітні, на яких можна ознайомитися з новітніми досягненнями сучасного американського мистецтва.

## Колекція
У музеї представлені всі художні напрями американського мистецтва XX—XXI століття — в живописі, скульптурі, графіці, інсталяції, фотографії та відеоарті. Колекція об'єднує понад 18 000 творів відомих майстрів, серед яких Енді Воргол, Джаспер Джонс, Джон Слоун, Ман Рей, Вільям Еглстон, Роберт Раушенберг, Луїза Буржуа, Джон Марін, Ганс Гофман, Рут Асава, Альберт Пінкхем Райдер, Моріс Прендергаст, Роберт Генрі, Олександр Колдер , Марк Ротко, Артур Доув, Єва Гессе, Річард Дібенкорн, Дан Крістенсен, Йозеф Альберс, Аршиль Горкі, Мартін Нокс, Джексон Поллок, Кеннет Ноланд, Елен Франкенталер, Кікі Сміт, Луїза Невельсон, Лі Краснер, Сінді Шерман, Стюарт Девіс, Рональд Девіс, Марсден Хартлі, Едвард Гоппер, Чальз Буршфілд, Віллем де Кунінг, Франц Клайн, Кіт Харінг, Барнетт Ньюман, Роберт Мотервелл, Томас Бентон, Грейс Хартіган, Ронні Ландфілд, Морган Рассел, Вільям Поуп Ел і багато інших.